# Anton Malloth
Anton Malloth (13. února 1912 Innsbruck, Rakousko – 31. října 2002 Straubing, Německo) byl v letech 1940–1945 dozorcem v Malé pevnosti, součásti koncentračního tábora Terezín. Vězňové mu přezdívali „krásný Toni“ a obávali se jej pro jeho brutalitu.
Po skončení druhé světové války se mu podařilo uprchnout do Rakouska. V roce 1948 byl krátce zadržen rakouskými úřady, ale československé žádosti o vydání nebylo vyhověno a Malloth byl opět propuštěn. Soud v Litoměřicích ho mezitím v nepřítomnosti odsoudil k smrti. V letech 1948–1988 žil v Meranu v Itálii, poté se s pomocí organizace Stille Hilfe usadil v Německu poblíž Mnichova. Československo a poté Česko několikrát bezvýsledně žádaly jeho vydání. Nakonec byl v květnu 2000 zatčen a postaven před soud v Mnichově. Ten ho v roce 2001 odsoudil za vraždy, spáchané v Terezíně, k doživotnímu vězení.